# 지평고등학교
지평고등학교(砥平高等學校)는 대한민국 경기도 양평군 지평면 지평리에 있는 공립 고등학교이다.

## 학교 연혁
- 1955년 4월 18일 : 지평상업고등학교 설립인가 (6학급)
- 1956년 11월 14일 : 초대 한영일 교장 취임
- 1959년 3월 12일 : 제1회 졸업식 (6학급)
- 1961년 11월 22일 : 지제상업고등학교로 교명 변경
- 1976년 8월 4일 : 지평종합고등학교로 교명 변경 (보통과 증설)
- 1996년 12월 5일 : 상업과 1학급을 정보처리과로 변경 (9학급 인가)
- 2005년 3월 1일 : 지평고등학교로 교명 변경
- 2009년 8월 17일 : 체육관 준공
- 2018년 10월 22일 : 급식실 준공
- 2019년 3월 1일 : 보건간호과 신설
- 2020년 3월 1일 : 제27대 유근준 교장 취임
- 2021년 1월 11일 : 제63회 졸업식(졸업생 25명, 연인원 4,891명)

## 설치 학과
- 보건간호과

## 참고 자료
- 지평고등학교 - 한국교육학술정보원 학교알리미